# Королевские регалии Баварии

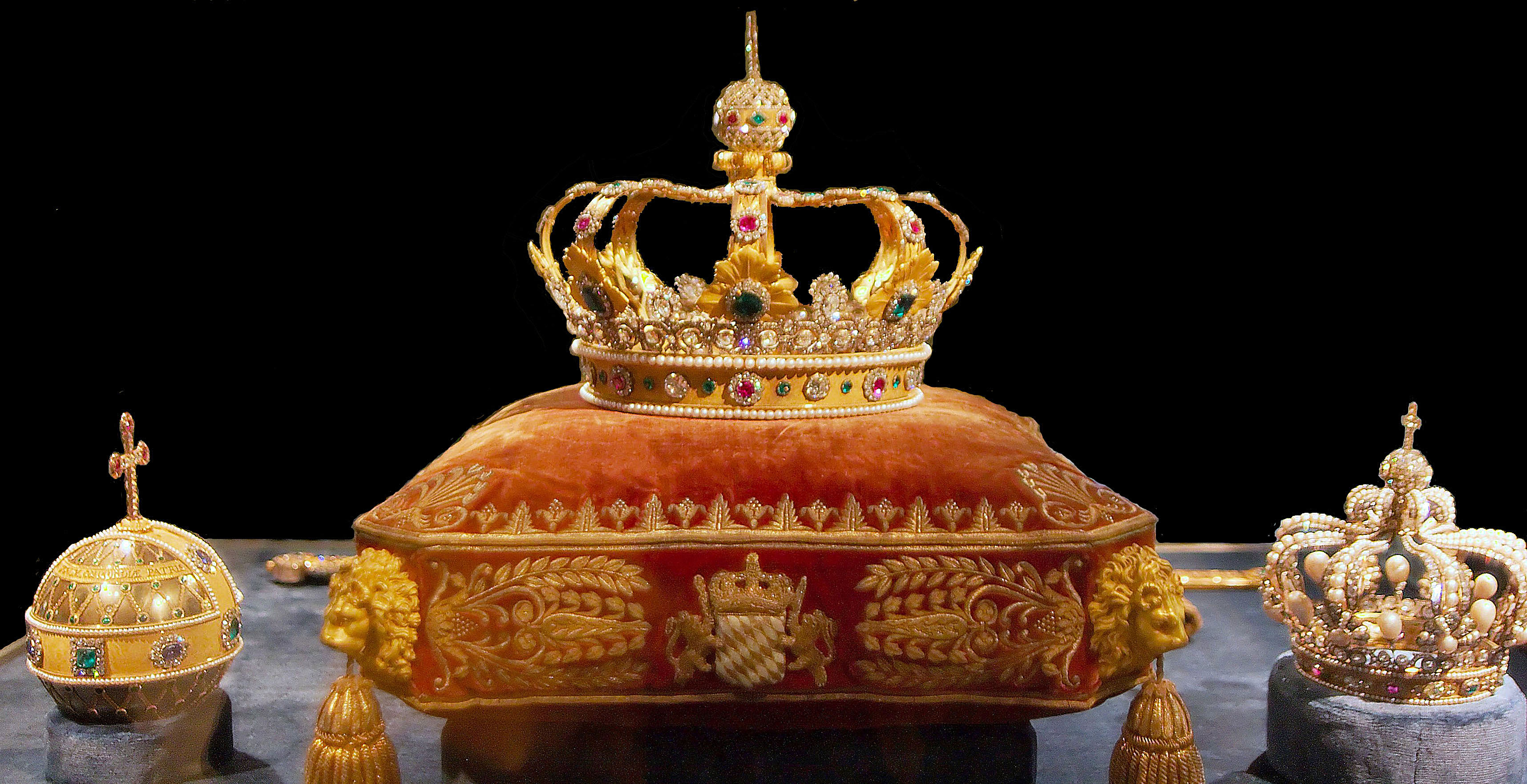
Корона монархов Баварии

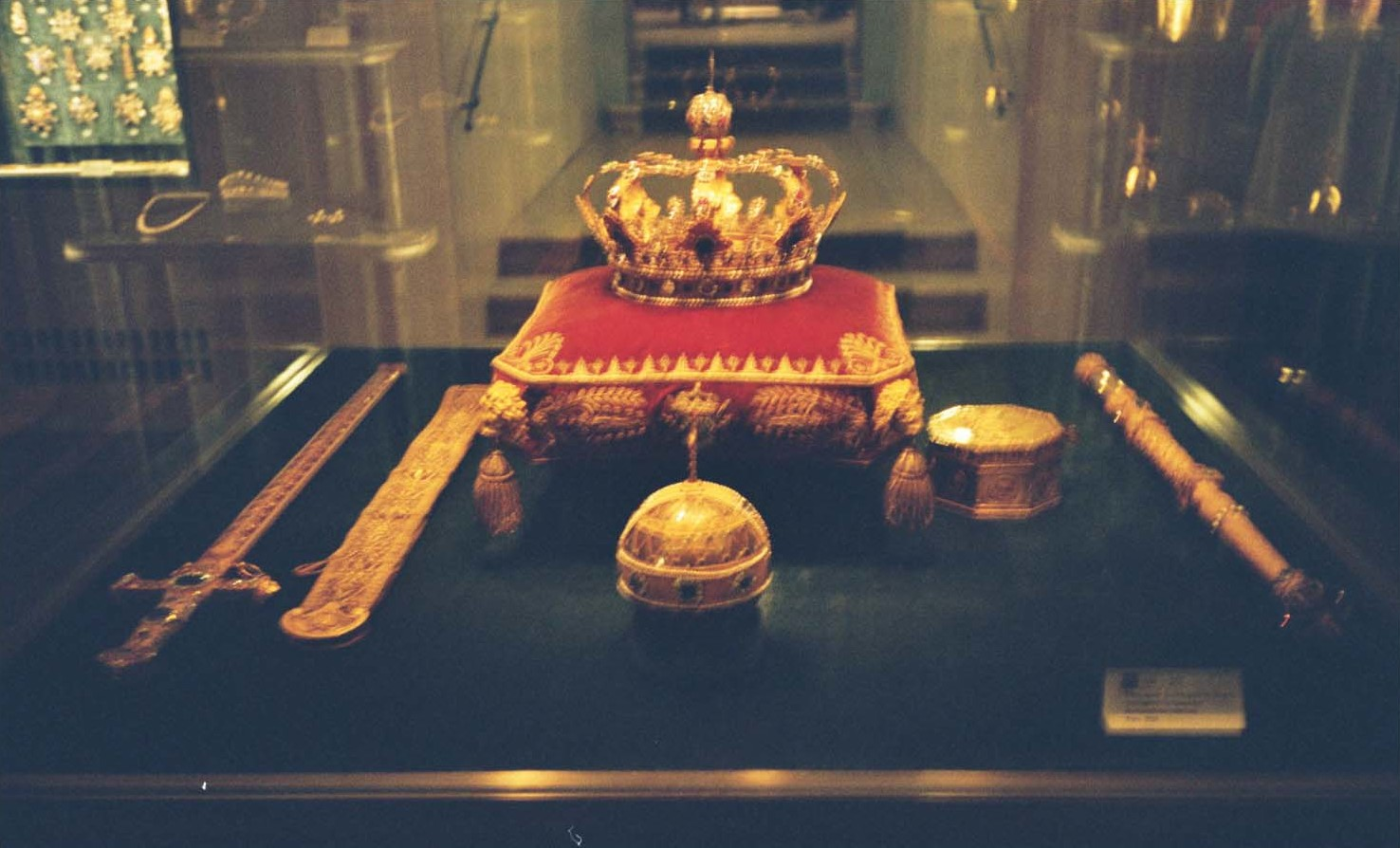
Королевские регалии Баварии

Королевские регалии Баварии — атрибуты королевской власти монархов королевства Бавария (существовало в Германии в 1806—1918 годах). В 1806 году Наполеон I присвоил немецкому курфюршеству Бавария статус королевства, в связи с чем курфюрст Максимилиан IV взошёл на трон под именем Максимилиана I, и для него были заказаны королевские регалии.
Королевские регалии включали:
- корону Баварии — королевскую корону, украшенную рубинами, бриллиантами, изумрудами, сапфирами и жемчугом;
- корону королев Баварии, украшенную крупными жемчужинами и бриллиантами; была изготовлена для королевы-консорта Каролины Баденской, супруги Максимилиана I;
- меч длиной 96 см;
- королевскую державу, изготовленную из золота;
- королевский скипетр длиной 89 см с бриллиантами, изумрудами и сапфирами, увенчанный маленькой круглой короной.

Вместе с королевскими регалиями хранится, но не входит в их состав жемчужина Пфальца — драгоценность, принадлежавшая герцогам Баварии.
После революции 1918 года, упразднившей Германскую империю, королевские регалии Баварии были размещены в сокровищнице Мюнхенской резиденции, где находятся до настоящего времени.